# Altes Allgemeines Krankenhaus Wien

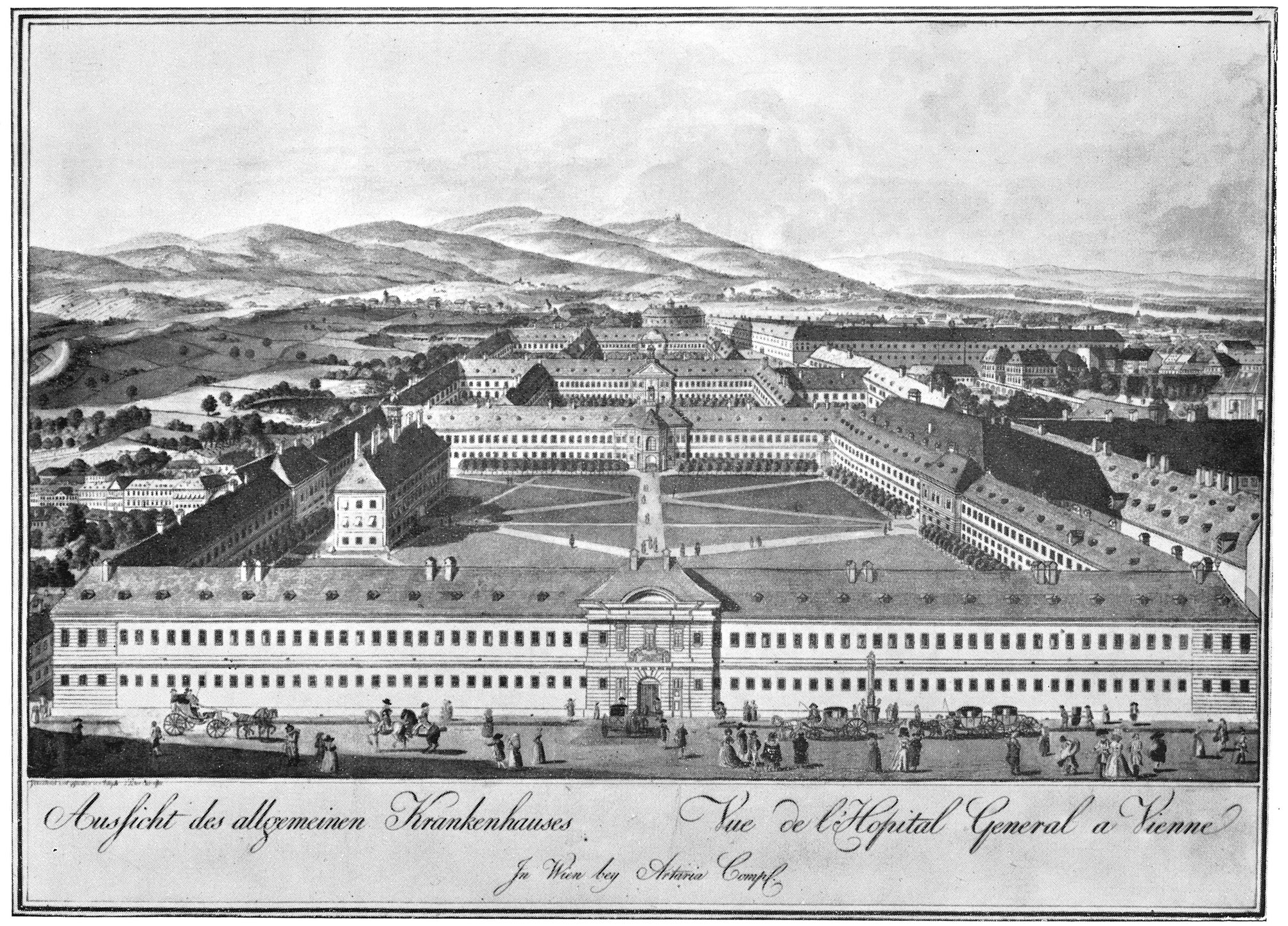
Altes AKH, 1784

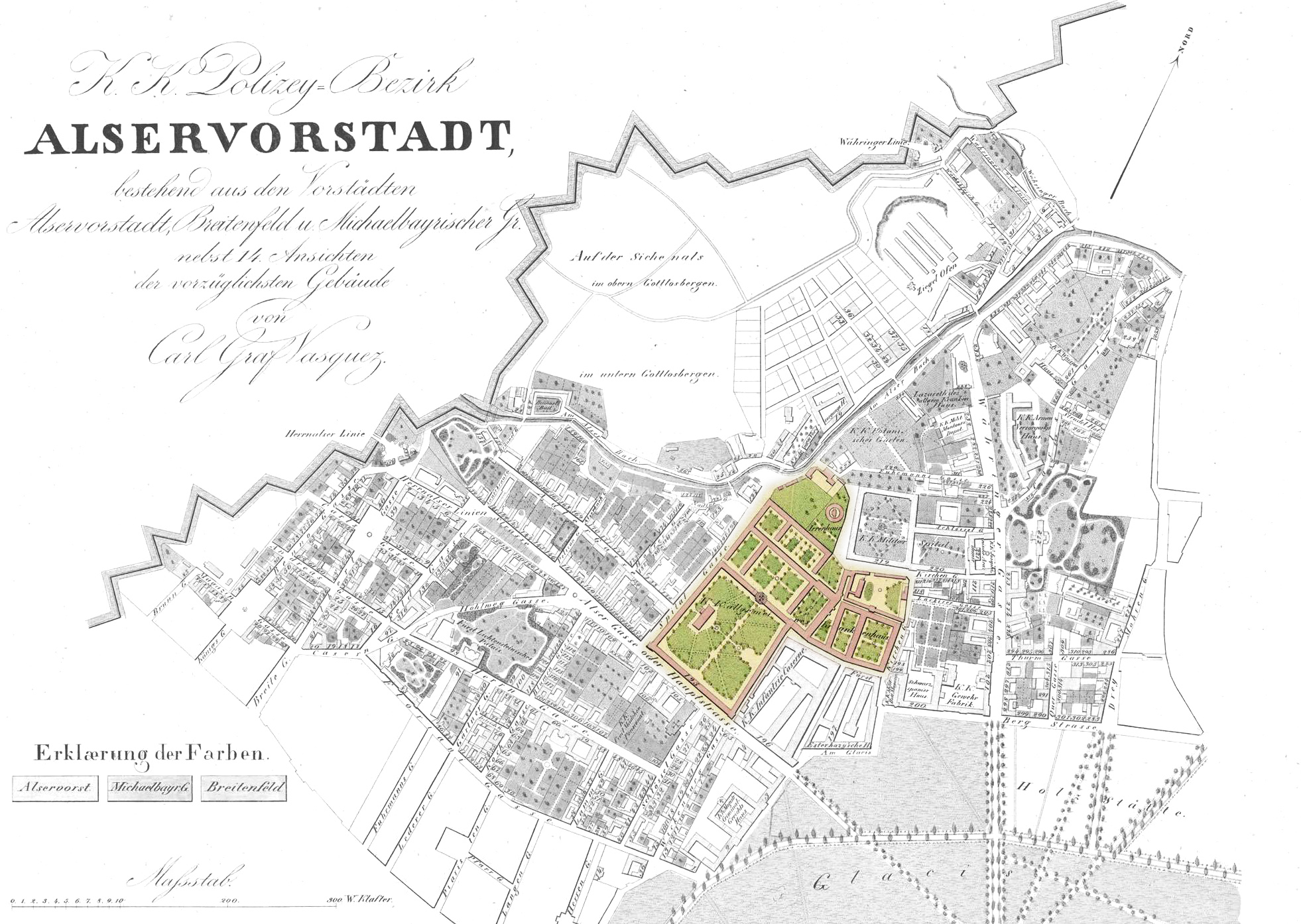
Das AKH, um 1830

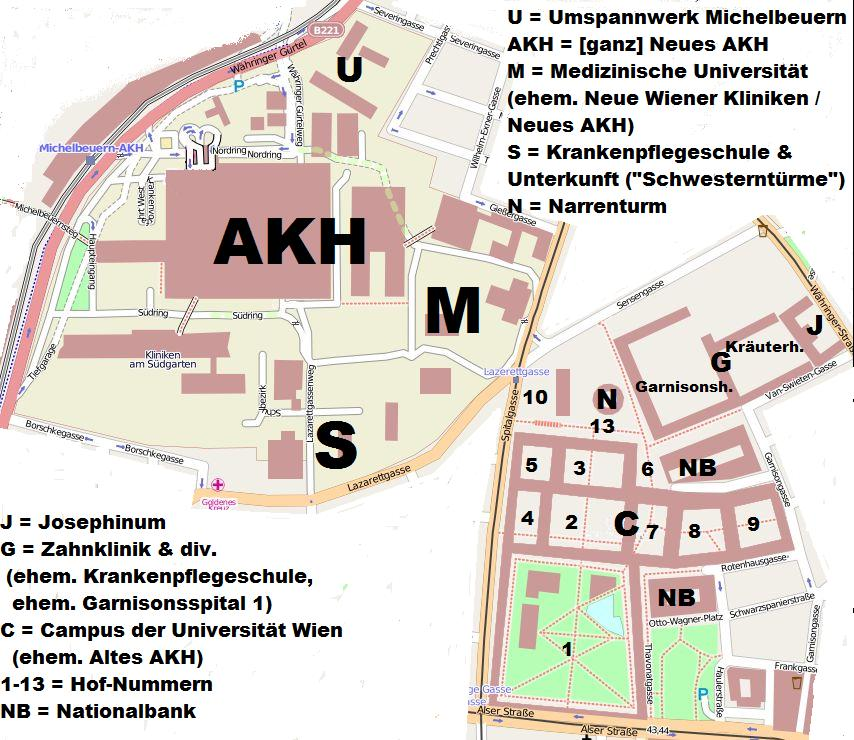
Übersicht über die Häuserblöcke des alten und des neuen AKH

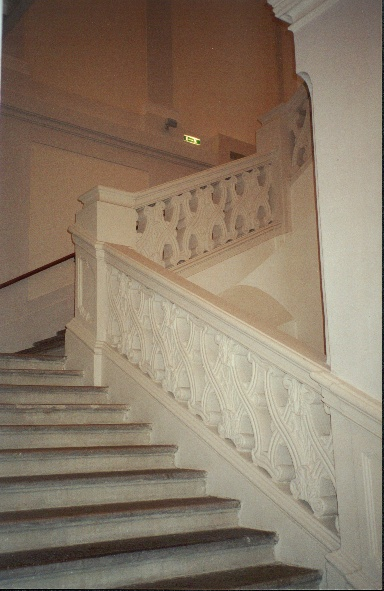
Barocke Prunktreppe

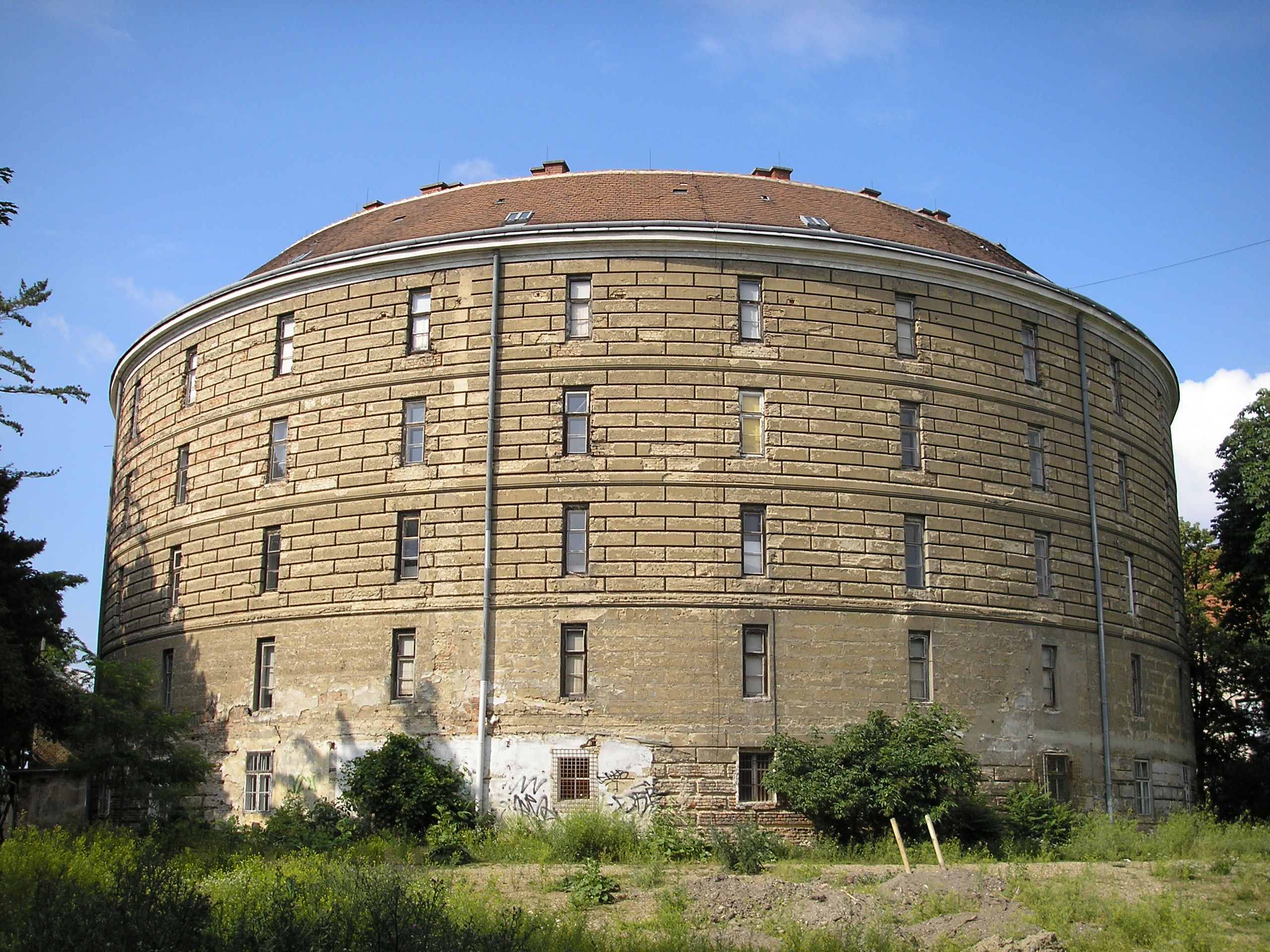
Der Narrenturm, 2006

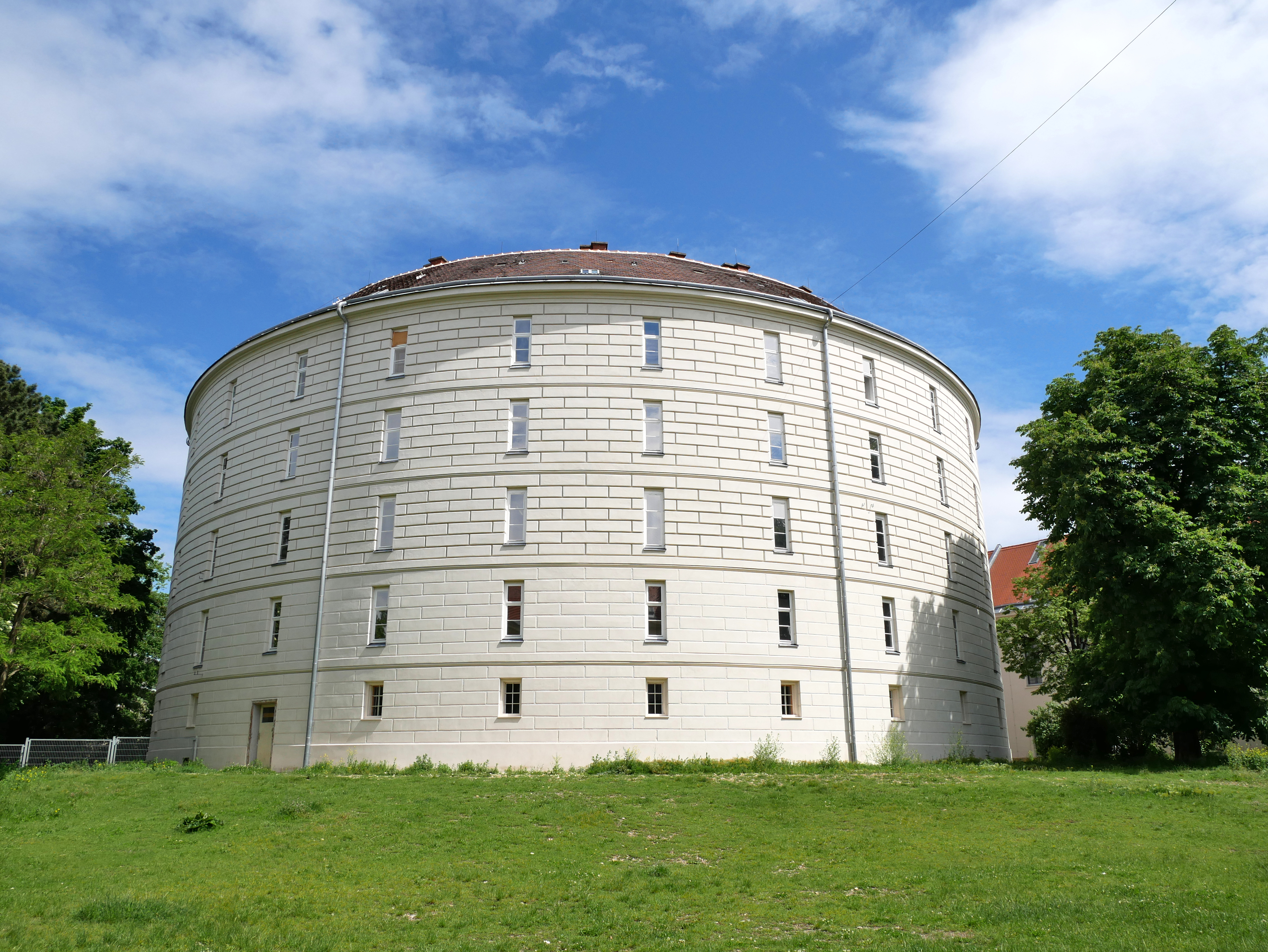
Narrenturm, sanierter Zustand, 2019

Als Altes Allgemeines Krankenhaus, kurz Altes AKH wird ein Gebäudekomplex in der Spitalgasse am Alsergrund (9. Wiener Gemeindebezirk) bezeichnet, der sich am früheren Standort des Wiener Allgemeinen Krankenhauses befindet. Der Gebäudekomplex ist von der Stadt Wien als bauliche Schutzzone definiert. Etwa zwei Drittel des früheren Krankenhausareals werden als Campus der Universität Wien nachgenutzt.

## Geschichte

### Vorgeschichte
Die Ursprünge des Wiener Allgemeinen Krankenhaus gehen auf Johann Franckh zurück, der 1686 nach dem Ende der Zweiten Wiener Türkenbelagerung seine Grundstücke an der Alserstraße (Flur Schaffernack) für die Errichtung eines Soldatenspitals stiftete. Da jedoch zunächst das Geld zur Errichtung der Gebäude fehlte, wurden die Kriegsversehrten samt Familien in den bereits bestehenden Kontumazhof (Seuchenspital) einquartiert. 
Erst 1693 ordnete Kaiser Leopold I. die Errichtung des Großarmen- und Invalidenhauses an. 1697 wurde der erste Hof fertiggestellt, in den 1042 Personen einquartiert wurden. Um den Willen Franckhs zu berücksichtigen, bezogen im Trakt an der Alser Straße Kriegsversehrte ihr Quartier, bei den übrigen Bewohnern handelte es sich jedoch um Zivilarme. 1724 lebten bereits 1740 Personen hier. 
Erweitert werden konnte der Komplex durch das Testament Ferdinands Freiherr von Thavonat, der seinen Besitz nach seinem Tod 1726 dienstunfähigen Soldaten stiftete. Dadurch konnte der bereits begonnene 2. Hof (Ehe- oder Witwenhof, nun Thavonathof genannt) fertiggestellt werden. Auch die durch Zwischentrakte gebildeten Seitenhöfe, der Krankenhof (4.), Wirtschaftshof (5.) und Handwerkerhof (7.) wurden errichtet. 1733 wurde die Anlage unter Kaiser Karl VI. nach Plänen von Matthias Gerl und Franz Anton Pilgram baulich erweitert. Hinzu kam die Errichtung einer dreiläufigen barocken Prunktreppe mit langen Stufen von hartem, hellem Kaiserstein aus Kaisersteinbruch. Als Steinmetzmeister wirkten 1735–1738 Franz Trumler und Simon Sasslaber.
1752 bis 1774 erfolgte weiters der Ausbau des Studentenhofes (3.) und des Hausverwalterhofes (6.). Die Bewohner mussten eine eigene Uniform tragen und erhielten eigene Kupfermünzen, die bei den im Komplex befindlichen Bäckern, Fleischern usw. eingelöst werden konnten.

### Allgemeines Krankenhaus von 1784 bis 1994
Am 28. Jänner 1783 besuchte Kaiser Joseph II. das Armenhaus. Er stellte fest, dass die riesige Anlage weniger der Notlinderung diente, sondern vielfach Leute beherbergte, die durch Protektion oder Schlamperei dorthin gelangt waren. Kurzentschlossen hob er die Anlage auf und ließ sie von seinem Leibarzt Joseph Quarin, dem späteren Direktor, zu einem allgemeinen Krankenhaus umplanen. Vorbild war das Hôtel-Dieu de Paris.
Am 16. August 1784 erfolgte die Eröffnung. Der Widmungsspruch im Torbogen zur Alserstraße lautet „Saluti et solatio aegrorum“ („Zum Heil und zum Trost der Kranken“). Das Haus war zum ersten Mal nur für die Krankenversorgung zuständig, die übrigen Aufgaben der Hospitäler wurden abgetrennt. Angeschlossen an das Krankenhaus war ein Irrenhaus und ein Gebärhaus, ab 1806 wurde das Findelhaus (Alser Straße 23) angegliedert.
Der Narrenturm war der erste Spezialbau zur Unterbringung von Geisteskranken und bot 200 bis 250 Patienten Platz. Wegen seiner eigentümlichen Form wird er von den Wienern auch als „(Kaiser Josephs) Guglhupf“ bezeichnet. Heute ist er Sitz der pathologisch-anatomischen Sammlung des Naturhistorischen Museums.
Nach Auflösung des benachbarten Friedhofes kam schließlich 1834 unter Kaiser Franz I. der 8. und 9. Hof hinzu. Im Hof 10 an der Spitalgasse befindet sich das 1862 unter Carl von Rokitansky eröffnete Pathologisch-anatomische Institut, welches bis 1991 diesem Zweck diente. Am Giebel befindet sich die Inschrift „Indagandis sedibus et causis morborum“ („Der Erforschung des Sitzes und der Ursachen der Erkrankungen“). Seit dem Jahr 2000 ist darin das Zentrum für Hirnforschung untergebracht.
Zu Neuorganisationen kam es 1865, als die Gebär- und die Irrenanstalt in die Verwaltung des Kronlandes Niederösterreich kamen (vgl. Brünnlfeld), und 1922 aus Anlass der Schaffung des Bundeslandes Wien. In den 1930er Jahren wurde fast im rechten Winkel zum Pathologisch-Anatomischen Institut in der Sensengasse, vor dem Narrenturm, das Gerichtsmedizinische Institut errichtet. In den 1950er Jahren wurden aus Platzgründen und als Modernisierung in den Höfen Baracken errichtet, welche beim Campusumbau wieder entfernt wurden, ebenso wie die zahlreichen Zubauten an das Ursprungsgebäude.
Im selben Häuserblock befindet sich das ehemalige Garnisonsspital I mit seinem bemerkenswerten ehemaligen Hörsaal. Gleich dahinter steht an der Währinger Straße das Collegium Medico-Chirurgicum Josephinum.
Vor allem im 19. Jahrhundert war das Allgemeine Krankenhaus als Zentrum der Wiener Medizinischen Schule ein Ort herausragender Forschung. Hier machte Ignaz Semmelweis Beobachtungen zur Hygiene an den beiden getrennten Geburtskliniken im 8. und 9. Hof. Karl Landsteiner entdeckte am AKH die Blutgruppen (Nobelpreis 1930). Julius Wagner-Jauregg entwickelte die Malariatherapie bei Progressiver Paralyse (ein bis dahin unheilbares Spätstadium der Syphilis; Nobelpreis 1927). Der Neurobiologe Róbert Bárány (Nobelpreis 1914) und der Chirurg Theodor Billroth arbeiteten ebenso hier und in den neuen Kliniken.
Am 3. März 1984 führten Hermann Kassal,  Ernst Wolner und Axel Laczkovics im AKH die erste Herzverpflanzung in Wien durch. Einer der wesentlichsten Mängel des AKH war laut Wolner damals das Fehlen eines Sterilraums in der Intensivstation, das Problem besteht seit dem Neubau des AKH nicht mehr.
Dieser Neubau erfolgte ab 1964. Die Übersiedlung der medizinischen Einrichtungen des Alten in das Neue AKH war 1994 abgeschlossen.

### Nachnutzung

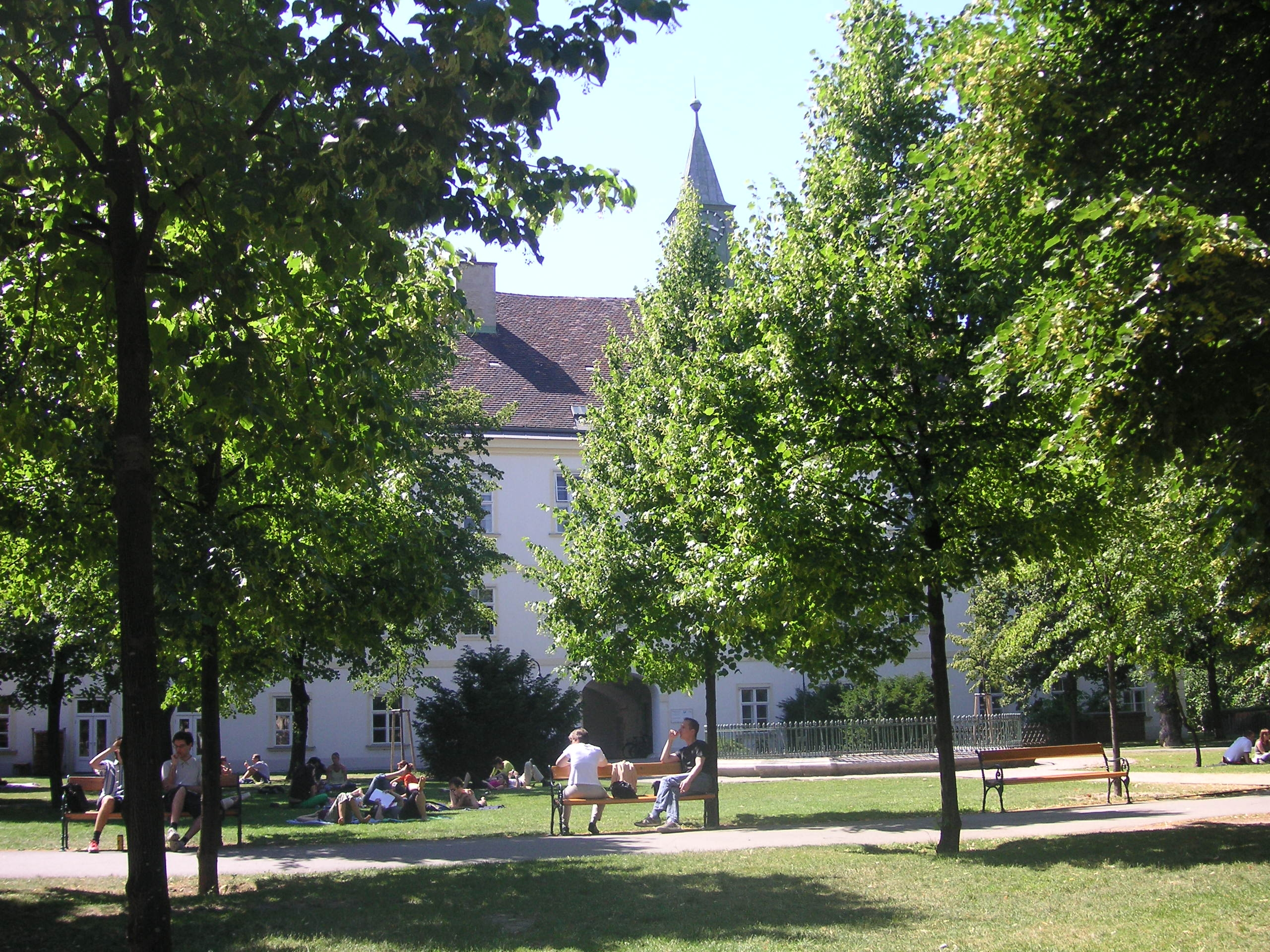
Hof 1 am Campus der Universität Wien

- Campus der Universität Wien: Die Stadt Wien schenkte ihren Anteil am Alten AKH, der etwa zwei Drittel ausmachte, 1988 der Universität Wien.[5] Der 1998 eröffnete Universitätscampus umfasst die Höfe 1 bis 10 einschließlich des Narrenturms, des Pathologisch-Anatomischen Instituts und der ehemaligen AKH-Synagoge.[6] Auf diesem Gelände befindet sich auch ein gastronomisches Angebot, sowie ein Supermarkt. Im Winter findet in Hof 1 auch ein Weihnachtsmarkt statt.
- Neue Kliniken des Allgemeinen Krankenhauses Wien: Die Neuen Kliniken westlich des Spitalgasse wurden Anfang des 20. Jahrhunderts in mehreren Bauphasen errichtet.[7] Hier wurde das Rektorat und weitere Einrichtungen der Medizinischen Universität Wien untergebracht,[8] die 2004 als eigenständige Universität begründet wurde.[9]
- Zentrum für Gerichtsmedizin: Das Zentrum für Gerichtsmedizin an der Sensengasse ist ebenfalls eine Institution der Medizinischen Universität Wien.[10]
- Universitätszahnklinik Wien: Im ehemaligen Garnisonsspital I ist die Universitätszahnklinik beheimatet.[11]
- Nebengebäude der Oesterreichischen Nationalbank: Ein an der Garnisongasse gelegener Hof des Alten AKHs wurde in den 1990er Jahren der Oesterreichischen Nationalbank für den Neubau eines Verwaltungsgebäudes verkauft.[12]

## Verkehrsanbindung
Das Alte AKH wird von den Straßenbahnen 5, 33, 43 und 44 angefahren (Station Lange Gasse bei Hof 1). Die Station Lazarettgasse befindet sich außerdem am hinteren Ende des Campus (Höfe 3 und 5) in unmittelbarer Nähe zum Hirnforschungszentrum. Die östlichen Teile des Komplexes befinden sich in Gehweite von Stationen der Straßenbahnen 37, 38, 40, 41 und 42 sowie der U2-Station Schottentor. Im März 2014 wurde von der Stadtverwaltung fixiert, dass die geplante U5 mit der Haltestelle Frankhplatz eine Station in der Nähe Universitätscampus bekommen wird. 